# تلوانة
تلوانة، قرية رئيسية تابعة لمركز الباجور التابع لمحافظة المنوفية في جمهورية مصر العربية.

## التاريخ
ذكرها علي مبارك في كتابه الخطط التوفيقية، حيث ذكر أنها من قرى مديرية المنوفية بقسم سبك، وأن بها 3 مساجد أحدها بمئذنة وعدد من مقامات الأولياء، وبها أيضًا ثلاث بساتين و 16 ساقية وجملة أراضيها 1740 فدان، وتعداد أهلها 3500 نسمة كلهم مسلمون، ويشتهرون بزراعة القطن.

## السكان
بلغ عدد سكان تلوانة 10,797 نسمة، حسب الإحصاء الرسمي لعام 2006.